# 多马坦 (安省)
多马坦（法語：Dommartin，法語發音：[dɔ̃maʁtɛ̃] ⓘ）是法国安省的一个旧市镇，位于该省西南部，属于布雷斯地区布尔格区。2018年，多马坦与市镇巴热城合并为新市镇巴热-多马坦。

## 地理
多马坦（46°20'15"N, 4°59'24"E）面积17.19 平方千米，位于法国奥弗涅-罗讷-阿尔卑斯大区安省，该省份为法国东部省份，北起汝拉省，西北接索恩-卢瓦尔省，西接罗讷省和里昂大都会，南至伊泽尔省，东与萨瓦省、上萨瓦省和瑞士接壤。
与多马坦接壤的市镇（或旧市镇、城区）包括：巴热城、布瓦塞、舍夫鲁、马尔索纳、圣迪迪耶多西亚、圣叙尔皮斯。
多马坦的时区为UTC+01:00、UTC+02:00（夏令时）。

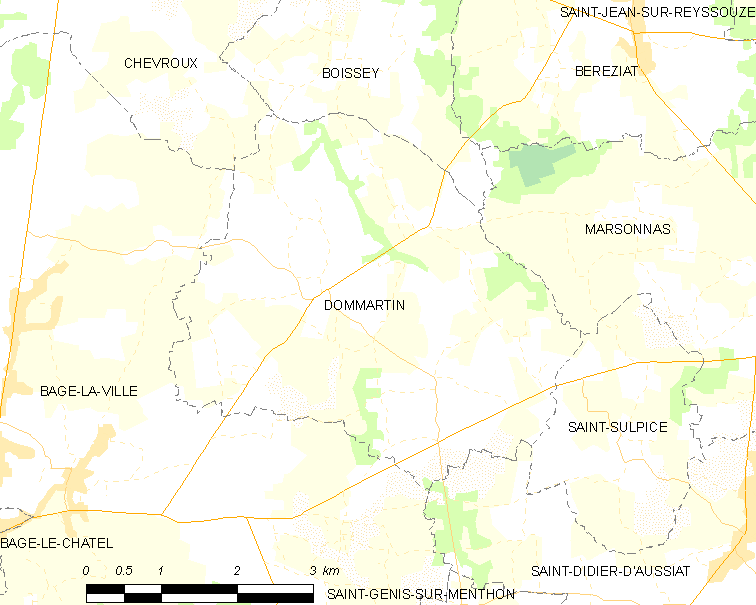
多马坦的OSM定位图

## 行政
多马坦的邮政编码为01380，INSEE市镇编码为01144。

## 政治
多马坦所属的省级选区为勒普隆日县、canton of Bâgé-le-Châtel。

## 人口

1962-2008年间多马坦人口变化图示

多马坦于2018年1月1日时的人口数量为890人。